# Copa Invitacional FCB 2010
La Copa Invitacional FCB 2010 fue el torneo de la temporada 2010 del baloncesto en Colombia de carácter invitacional, semiprofesional, organizado por la Federación Colombiana de Baloncesto. Comenzó a disputarse el 3 de septiembre. El equipo campeón representará a Colombia en la Liga Sudamericana de Clubes del año 2011.

## Datos de los clubes
| Equipo          | Ciudad      | Departamento       | Pabellón             | Aforo |
| --------------- | ----------- | ------------------ | -------------------- | ----- |
| Arrieros        | Medellín    | Antioquia          | Iván de Bedout       | 6.000 |
| Búcaros         | Bucaramanga | Santander          | Vicente Díaz Romero  | 5.000 |
| Cangrejeros     | Cartagena   | Bolívar            | Bernardo Caraballo   | 2.500 |
| Cúcuta-Norte    | Cúcuta      | Norte de Santander | Toto Hernández       | 5.000 |
| Valle-Fastbreak | Cali        | Valle del Cauca    | Evangelista Mora     | 3.340 |
| Los Pastos      | Pasto       | Nariño             | Sergio Antonio Ruano | 4.500 |
| Patriotas       | Tunja       | Boyacá             | Municipal de Tunja   | 2.500 |
| Piratas         | Bogotá      | Bogotá, D. C.      | El Salitre           | 7.000 |

## Posiciones
| Pos. | Equipo       | Pts | PJ | G  | P  | CF   | CC   | Dif  |
| ---- | ------------ | --- | -- | -- | -- | ---- | ---- | ---- |
| 1.   | Arrieros     | 50  | 28 | 22 | 6  | 2264 | 1983 | 281  |
| 2.   | Bucaros      | 46  | 28 | 18 | 10 | 2458 | 2346 | 123  |
| 3.   | Cúcuta-Norte | 46  | 28 | 18 | 10 | 2364 | 2153 | 211  |
| 4.   | Piratas      | 44  | 28 | 16 | 12 | 2412 | 2287 | 125  |
| 5.   | Cangrejeros  | 42  | 28 | 14 | 14 | 2132 | 2127 | 5    |
| 6.   | Valle        | 39  | 28 | 11 | 17 | 2333 | 2435 | -102 |
| 7.   | Boyacá       | 38  | 28 | 10 | 18 | 2269 | 2456 | -187 |
| 8.   | Los Pastos   | 27  | 28 | 3  | 25 | 1787 | 2227 | -440 |

 Pts=Puntos; PJ=Partidos jugados; G=Partidos ganados; P=Partidos perdidos; %= Porcentaje de rendimiento; CF=Canastas a favor; CC=Canastas en contra; Dif=Diferencia de puntos
|  | Clasificado para la Fase II. |
|  | Eliminado.                   |

## Resultados
| Fecha 1 - 3 de septiembre de 2010 | Fecha 1 - 3 de septiembre de 2010 | Fecha 1 - 3 de septiembre de 2010 | Fecha 1 - 3 de septiembre de 2010 |
| Hora                              | Equipo local                      | Resultado                         | Equipo visitante                  |
| --------------------------------- | --------------------------------- | --------------------------------- | --------------------------------- |
| 20:00                             | Cúcuta-Norte                      | 82 - 88                           | Piratas                           |
| 20:00                             | Búcaros                           | 84 - 68                           | Patriotas                         |
| 20:00                             | Valle                             | 80 - 79                           | Cangrejeros                       |
| 20:00                             | Los Pastos                        | 71 - 92                           | Arrieros                          |

| Fecha 2 - 4 de septiembre de 2010 | Fecha 2 - 4 de septiembre de 2010 | Fecha 2 - 4 de septiembre de 2010 | Fecha 2 - 4 de septiembre de 2010 |
| Hora                              | Equipo local                      | Resultado                         | Equipo visitante                  |
| --------------------------------- | --------------------------------- | --------------------------------- | --------------------------------- |
| 20:00                             | Cúcuta-Norte                      | 88 - 67                           | Piratas                           |
| 20:00                             | Búcaros                           | 97 - 74                           | Patriotas                         |
| 20:00                             | Valle                             | 76 - 91                           | Cangrejeros                       |
| 20:00                             | Los Pastos                        | 66 - 87                           | Arrieros                          |

| Fecha 3 - 6 de septiembre de 2010 | Fecha 3 - 6 de septiembre de 2010 | Fecha 3 - 6 de septiembre de 2010 | Fecha 3 - 6 de septiembre de 2010 |
| Hora                              | Equipo local                      | Resultado                         | Equipo visitante                  |
| --------------------------------- | --------------------------------- | --------------------------------- | --------------------------------- |
| 20:00                             | Cúcuta-Norte                      | 100 - 67                          | Patriotas                         |
| 20:00                             | Valle                             | 74 - 73                           | Arrieros                          |
| 20:00                             | Búcaros                           | 96 - 86                           | Piratas                           |
| 20:00                             | Pastos                            | 79 - 83                           | Cangrejeros                       |

| Fecha 4 - 7 de septiembre de 2010 | Fecha 4 - 7 de septiembre de 2010 | Fecha 4 - 7 de septiembre de 2010 | Fecha 4 - 7 de septiembre de 2010 |
| Hora                              | Equipo local                      | Resultado                         | Equipo visitante                  |
| --------------------------------- | --------------------------------- | --------------------------------- | --------------------------------- |
| 20:00                             | Cúcuta-Norte                      | 78 - 56                           | Patriotas                         |
| 20:00                             | Valle                             | 83 - 90                           | Arrieros                          |
| 20:00                             | Búcaros                           | 93 - 88                           | Piratas                           |
| 20:00                             | Pastos                            | 88 - 94                           | Cangrejeros                       |

| Fecha 5 - 10 de septiembre de 2010 | Fecha 5 - 10 de septiembre de 2010 | Fecha 5 - 10 de septiembre de 2010 | Fecha 5 - 10 de septiembre de 2010 |
| Hora                               | Equipo local                       | Resultado                          | Equipo visitante                   |
| ---------------------------------- | ---------------------------------- | ---------------------------------- | ---------------------------------- |
| 20:00                              | Piratas                            | 83 - 71                            | Valle                              |
| 20:00                              | Cangrejeros                        | 84 - 83                            | Cúcuta-Norte                       |
| 20:00                              | Arrieros                           | 94 - 61                            | Búcaros                            |
| 20:00                              | Patriotas                          | 82 - 85                            | Pastos                             |

| Fecha 6 - 11 de septiembre de 2010 | Fecha 6 - 11 de septiembre de 2010 | Fecha 6 - 11 de septiembre de 2010 | Fecha 6 - 11 de septiembre de 2010 |
| Hora                               | Equipo local                       | Resultado                          | Equipo visitante                   |
| ---------------------------------- | ---------------------------------- | ---------------------------------- | ---------------------------------- |
| 20:00                              | Piratas                            | 91 - 100                           | Valle                              |
| 20:00                              | Cangrejeros                        | 76 - 72                            | Cúcuta-Norte                       |
| 20:00                              | Arrieros                           | 85 - 79                            | Búcaros                            |
| 20:00                              | Patriotas                          | 94 - 87                            | Pastos                             |

| Fecha 7 - 13 de septiembre de 2010 | Fecha 7 - 13 de septiembre de 2010 | Fecha 7 - 13 de septiembre de 2010 | Fecha 7 - 13 de septiembre de 2010 |
| Hora                               | Equipo local                       | Resultado                          | Equipo visitante                   |
| ---------------------------------- | ---------------------------------- | ---------------------------------- | ---------------------------------- |
| 20:00                              | Piratas                            | 99 - 93                            | Pastos                             |
| 20:00                              | Arrieros                           | 82 - 87                            | Cúcuta-Norte                       |
| 20:00                              | Cangrejeros                        | 82 - 86                            | Búcaros                            |
| 20:00                              | Patriotas                          | 78 - 55                            | Valle                              |

| Fecha 8 - 14 de septiembre de 2010 | Fecha 8 - 14 de septiembre de 2010 | Fecha 8 - 14 de septiembre de 2010 | Fecha 8 - 14 de septiembre de 2010 |
| Hora                               | Equipo local                       | Resultado                          | Equipo visitante                   |
| ---------------------------------- | ---------------------------------- | ---------------------------------- | ---------------------------------- |
| 20:00                              | Piratas                            | 107 - 54                           | Pastos                             |
| 20:00                              | Arrieros                           | 90 - 85                            | Cúcuta-Norte                       |
| 20:00                              | Cangrejeros                        | 86 - 82                            | Búcaros                            |
| 20:00                              | Patriotas                          | 66 - 84                            | Valle                              |

| Fecha 9 - 17 de septiembre de 2010 | Fecha 9 - 17 de septiembre de 2010 | Fecha 9 - 17 de septiembre de 2010 | Fecha 9 - 17 de septiembre de 2010 |
| Hora                               | Equipo local                       | Resultado                          | Equipo visitante                   |
| ---------------------------------- | ---------------------------------- | ---------------------------------- | ---------------------------------- |
| 20:00                              | Piratas                            | 86 - 80                            | Cangrejeros                        |
| 20:00                              | Cúcuta-Norte                       | 102 - 76                           | Pastos                             |
| 20:00                              | Patriotas                          | 88 - 78                            | Arrieros                           |
| 20:00                              | Búcaros                            | 97 - 86                            | Valle                              |

| Fecha 10 - 18 de septiembre de 2010 | Fecha 10 - 18 de septiembre de 2010 | Fecha 10 - 18 de septiembre de 2010 | Fecha 10 - 18 de septiembre de 2010 |
| Hora                                | Equipo local                        | Resultado                           | Equipo visitante                    |
| ----------------------------------- | ----------------------------------- | ----------------------------------- | ----------------------------------- |
| 20:00                               | Piratas                             | 107 - 86                            | Cangrejeros                         |
| 20:00                               | Cúcuta-Norte                        | 80 - 51                             | Pastos                              |
| 20:00                               | Patriotas                           | 70 - 79                             | Arrieros                            |
| 20:00                               | Búcaros                             | 95 - 75                             | Valle                               |

| Fecha 11 - 20 de septiembre de 2010 | Fecha 11 - 20 de septiembre de 2010 | Fecha 11 - 20 de septiembre de 2010 | Fecha 11 - 20 de septiembre de 2010 |
| Hora                                | Equipo local                        | Resultado                           | Equipo visitante                    |
| ----------------------------------- | ----------------------------------- | ----------------------------------- | ----------------------------------- |
| 20:00                               | Piratas                             | 79 - 76                             | Arrieros                            |
| 20:00                               | Cúcuta-Norte                        | 85 - 60                             | Valle                               |
| 20:00                               | Patriotas                           | 76 - 72                             | Cangrejeros                         |
| 20:00                               | Búcaros                             | 90 - 74                             | Pastos                              |

| Fecha 12 - 21 de septiembre de 2010 | Fecha 12 - 21 de septiembre de 2010 | Fecha 12 - 21 de septiembre de 2010 | Fecha 12 - 21 de septiembre de 2010 |
| Hora                                | Equipo local                        | Resultado                           | Equipo visitante                    |
| ----------------------------------- | ----------------------------------- | ----------------------------------- | ----------------------------------- |
| 20:00                               | Piratas                             | 70 - 82                             | Arrieros                            |
| 20:00                               | Cúcuta-Norte                        | 87 - 86                             | Valle                               |
| 20:00                               | Patriotas                           | 85 - 92                             | Cangrejeros                         |
| 20:00                               | Búcaros                             | 102 - 78                            | Pastos                              |

| Fecha 13 - 24 de septiembre de 2010 | Fecha 13 - 24 de septiembre de 2010 | Fecha 13 - 24 de septiembre de 2010 | Fecha 13 - 24 de septiembre de 2010 |
| Hora                                | Equipo local                        | Resultado                           | Equipo visitante                    |
| ----------------------------------- | ----------------------------------- | ----------------------------------- | ----------------------------------- |
| 20:00                               | Valle                               | 84 - 75                             | Los Pastos                          |
| 20:00                               | Búcaros                             | 96 - 82                             | Cúcuta-Norte                        |
| 20:00                               | Patriotas                           | 79 - 78                             | Piratas                             |
| 20:00                               | Arrieros                            | 79 - 74                             | Cangrejeros                         |

| Fecha 14 - 25 de septiembre de 2010 | Fecha 14 - 25 de septiembre de 2010 | Fecha 14 - 25 de septiembre de 2010 | Fecha 14 - 25 de septiembre de 2010 |
| Hora                                | Equipo local                        | Resultado                           | Equipo visitante                    |
| ----------------------------------- | ----------------------------------- | ----------------------------------- | ----------------------------------- |
| 20:00                               | Valle                               | 85 - 72                             | Los Pastos                          |
| 20:00                               | Búcaros                             | 87 - 93                             | Cúcuta-Norte                        |
| 20:00                               | Patriotas                           | 71 - 80                             | Piratas                             |
| 20:00                               | Arrieros                            | 89 - 71                             | Cangrejeros                         |

| Fecha 15 - 27 de septiembre de 2010 | Fecha 15 - 27 de septiembre de 2010 | Fecha 15 - 27 de septiembre de 2010 | Fecha 15 - 27 de septiembre de 2010 |
| Hora                                | Equipo local                        | Resultado                           | Equipo visitante                    |
| ----------------------------------- | ----------------------------------- | ----------------------------------- | ----------------------------------- |
| 20:00                               | Los Pastos                          | 73 - 71                             | Valle                               |
| 20:00                               | Cúcuta-Norte                        | 84 - 81                             | Búcaros                             |
| 20:00                               | Piratas                             | 91 - 84                             | Patriotas                           |
| 20:00                               | Cangrejeros                         | 80 - 78                             | Arrieros                            |

| Fecha 16 - 28 de septiembre de 2010 | Fecha 16 - 28 de septiembre de 2010 | Fecha 16 - 28 de septiembre de 2010 | Fecha 16 - 28 de septiembre de 2010 |
| Hora                                | Equipo local                        | Resultado                           | Equipo visitante                    |
| ----------------------------------- | ----------------------------------- | ----------------------------------- | ----------------------------------- |
| 20:00                               | Los Pastos                          | 86 - 96                             | Valle                               |
| 20:00                               | Cúcuta-Norte                        | 84 - 97                             | Bucaros                             |
| 20:00                               | Piratas                             | 98 - 91                             | Patriotas                           |
| 20:00                               | Cangrejeros                         | 70 - 72                             | Arrieros                            |

| Fecha 17 - 1 de octubre de 2010 | Fecha 17 - 1 de octubre de 2010 | Fecha 17 - 1 de octubre de 2010 | Fecha 17 - 1 de octubre de 2010 |
| Hora                            | Equipo local                    | Resultado                       | Equipo visitante                |
| ------------------------------- | ------------------------------- | ------------------------------- | ------------------------------- |
| 20:00                           | Arrieros                        | 100 - 91                        | Piratas                         |
| 20:00                           | Cangrejeros                     | 98 - 105                        | Patriotas                       |
| 20:00                           | Valle                           | 98 - 108                        | Cúcuta-Norte                    |
| 20:00                           | Los Pastos                      | 77 - 89                         | Búcaros                         |

| Fecha 18 - 2 de octubre de 2010 | Fecha 18 - 2 de octubre de 2010 | Fecha 18 - 2 de octubre de 2010 | Fecha 18 - 2 de octubre de 2010 |
| Hora                            | Equipo local                    | Resultado                       | Equipo visitante                |
| ------------------------------- | ------------------------------- | ------------------------------- | ------------------------------- |
| 20:00                           | Arrieros                        | 77 - 63                         | Piratas                         |
| 20:00                           | Cangrejeros                     | 77 - 60                         | Patriotas                       |
| 20:00                           | Valle                           | 78 - 80                         | Cúcuta-Norte                    |
| 20:00                           | Los Pastos                      | 74 - 82                         | Búcaros                         |

| Fecha 19 - 4 de octubre de 2010 | Fecha 19 - 4 de octubre de 2010 | Fecha 19 - 4 de octubre de 2010 | Fecha 19 - 4 de octubre de 2010 |
| Hora                            | Equipo local                    | Resultado                       | Equipo visitante                |
| ------------------------------- | ------------------------------- | ------------------------------- | ------------------------------- |
| 20:00                           | Arrieros                        | 108 - 83                        | Patriotas                       |
| 20:00                           | Cangrejeros                     | 65 - 71                         | Piratas                         |
| 20:00                           | Valle                           | 101 - 96                        | Búcaros                         |
| 20:00                           | Los Pastos                      | 69 - 85                         | Cúcuta-Norte                    |

| Fecha 20 - 5 de octubre de 2010 | Fecha 20 - 5 de octubre de 2010 | Fecha 20 - 5 de octubre de 2010 | Fecha 20 - 5 de octubre de 2010 |
| Hora                            | Equipo local                    | Resultado                       | Equipo visitante                |
| ------------------------------- | ------------------------------- | ------------------------------- | ------------------------------- |
| 20:00                           | Arrieros                        | 117 - 91                        | Patriotas                       |
| 20:00                           | Cangrejeros                     | 71 - 65                         | Piratas                         |
| 20:00                           | Valle                           | 88 - 89                         | Búcaros                         |
| 20:00                           | Los Pastos                      | 62 - 76                         | Cúcuta-Norte                    |

| Fecha 21 - 8 de octubre de 2010 | Fecha 21 - 8 de octubre de 2010 | Fecha 21 - 8 de octubre de 2010 | Fecha 21 - 8 de octubre de 2010 |
| Hora                            | Equipo local                    | Resultado                       | Equipo visitante                |
| ------------------------------- | ------------------------------- | ------------------------------- | ------------------------------- |
| 20:00                           | Los Pastos                      | 65 - 96                         | Piratas                         |
| 20:00                           | Valle                           | 94 - 100                        | Patriotas                       |
| 20:00                           | Cúcuta-Norte                    | 81 - 66                         | Cangrejeros                     |
| 20:00                           | Búcaros                         | 76 - 85                         | Arrieros                        |

| Fecha 22 - 9 de octubre de 2010 | Fecha 22 - 9 de octubre de 2010 | Fecha 22 - 9 de octubre de 2010 | Fecha 22 - 9 de octubre de 2010 |
| Hora                            | Equipo local                    | Resultado                       | Equipo visitante                |
| ------------------------------- | ------------------------------- | ------------------------------- | ------------------------------- |
| 20:00                           | Los Pastos                      | 58 - 93                         | Piratas                         |
| 20:00                           | Valle                           | 111 - 96                        | Patriotas                       |
| 20:00                           | Cúcuta-Norte                    | 84 - 69                         | Cangrejeros                     |
| 20:00                           | Búcaros                         | 78 - 80                         | Arrieros                        |

| Fecha 23 - 11 de octubre de 2010 | Fecha 23 - 11 de octubre de 2010 | Fecha 23 - 11 de octubre de 2010 | Fecha 23 - 11 de octubre de 2010 |
| Hora                             | Equipo local                     | Resultado                        | Equipo visitante                 |
| -------------------------------- | -------------------------------- | -------------------------------- | -------------------------------- |
| 20:00                            | Búcaros                          | 78 - 90                          | Cangrejeros                      |
| 20:00                            | Cúcuta-Norte                     | 74 - 71                          | Arrieros                         |
| 20:00                            | Valle                            | 101 - 92                         | Piratas                          |
| 20:00                            | Los Pastos                       | 96 - 87                          | Patriotas                        |

| Fecha 24 - 12 de octubre de 2010 | Fecha 24 - 12 de octubre de 2010 | Fecha 24 - 12 de octubre de 2010 | Fecha 24 - 12 de octubre de 2010 |
| Hora                             | Equipo local                     | Resultado                        | Equipo visitante                 |
| -------------------------------- | -------------------------------- | -------------------------------- | -------------------------------- |
| 20:00                            | Búcaros                          | 91 - 87                          | Cangrejeros                      |
| 20:00                            | Cúcuta-Norte                     | 70 - 75                          | Arrieros                         |
| 20:00                            | Valle                            | 83 - 89                          | Piratas                          |
| 20:00                            | Los Pastos                       | 82 - 92                          | Piratas                          |

| Fecha 25 - 15 de octubre de 2010 | Fecha 25 - 15 de octubre de 2010 | Fecha 25 - 15 de octubre de 2010 | Fecha 25 - 15 de octubre de 2010 |
| Hora                             | Equipo local                     | Resultado                        | Equipo visitante                 |
| -------------------------------- | -------------------------------- | -------------------------------- | -------------------------------- |
| 20:00                            | Cangrejeros                      | 20 - 0                           | Los Pastos                       |
| 20:00                            | Piratas                          | 77 - 76                          | Cúcuta-Norte                     |
| 20:00                            | Arrieros                         | 101 - 75                         | Valle                            |
| 20:00                            | Patriotas                        | 71 - 87                          | Búcaros                          |

| Fecha 26 - 16 de octubre de 2010 | Fecha 26 - 16 de octubre de 2010 | Fecha 26 - 16 de octubre de 2010 | Fecha 26 - 16 de octubre de 2010 |
| Hora                             | Equipo local                     | Resultado                        | Equipo visitante                 |
| -------------------------------- | -------------------------------- | -------------------------------- | -------------------------------- |
| 20:00                            | Cangrejeros                      | 20 - 0                           | Los Pastos                       |
| 20:00                            | Piratas                          | 86 - 92                          | Cúcuta-Norte                     |
| 20:00                            | Arrieros                         | 88 - 74                          | Valle                            |
| 20:00                            | Patriotas                        | 85 - 90                          | Búcaros                          |

| Fecha 27 - 18 de octubre de 2010 | Fecha 27 - 18 de octubre de 2010 | Fecha 27 - 18 de octubre de 2010 | Fecha 27 - 18 de octubre de 2010 |
| Hora                             | Equipo local                     | Resultado                        | Equipo visitante                 |
| -------------------------------- | -------------------------------- | -------------------------------- | -------------------------------- |
| 20:00                            | Cangrejeros                      | 80 - 86                          | valle                            |
| 20:00                            | Patriotas                        | 82 - 80                          | Cúcuta-Norte                     |
| 20:00                            | Arrieros                         | -                                | los Pastos                       |
| 20:00                            | Piratas                          | 78 - 89                          | Búcaros                          |

| Fecha 28 - 19 de octubre de 2010 | Fecha 28 - 19 de octubre de 2010 | Fecha 28 - 19 de octubre de 2010 | Fecha 28 - 19 de octubre de 2010 |
| Hora                             | Equipo local                     | Resultado                        | Equipo visitante                 |
| -------------------------------- | -------------------------------- | -------------------------------- | -------------------------------- |
| 20:00                            | Cangrejeros                      | 89 - 88                          | Valle                            |
| 20:00                            | Patriotas                        | 88 - 83                          | Cúcuta-Norte                     |
| 20:00                            | Arrieros                         | -                                | Los Pastos                       |
| 20:00                            | Piratas                          | 113 - 90                         | Búcaros                          |

|                                           |
|                                           |
| Campeón Arrieros de Antioquia 1.er título |